# Louise-Marie (hameau)
Pour les articles homonymes, voir Louise-Marie.
Louise-Marie est un petit village au sud de la province belge de Flandre-Orientale. Ce ne fut jamais une commune indépendante. Louise-Marie est située à l'extrême sud du territoire d'Etikhove, une section de Markedal, à la frontière avec les sections, de Nukerke et Escornaix, mais également sur la ville de Renaix. Le hameau a été fondé en 1850 et porte le nom de la première reine des Belges, connue sous le nom de Louise-Marie. 

La paroisse et l'église portent le nom de Notre-Dame de La Salette. De Louise-Marie on accède au bois de la Musique. Le tunnel ferroviaire Louise-Marie sous le Spichtenberg se trouve également à proximité. 

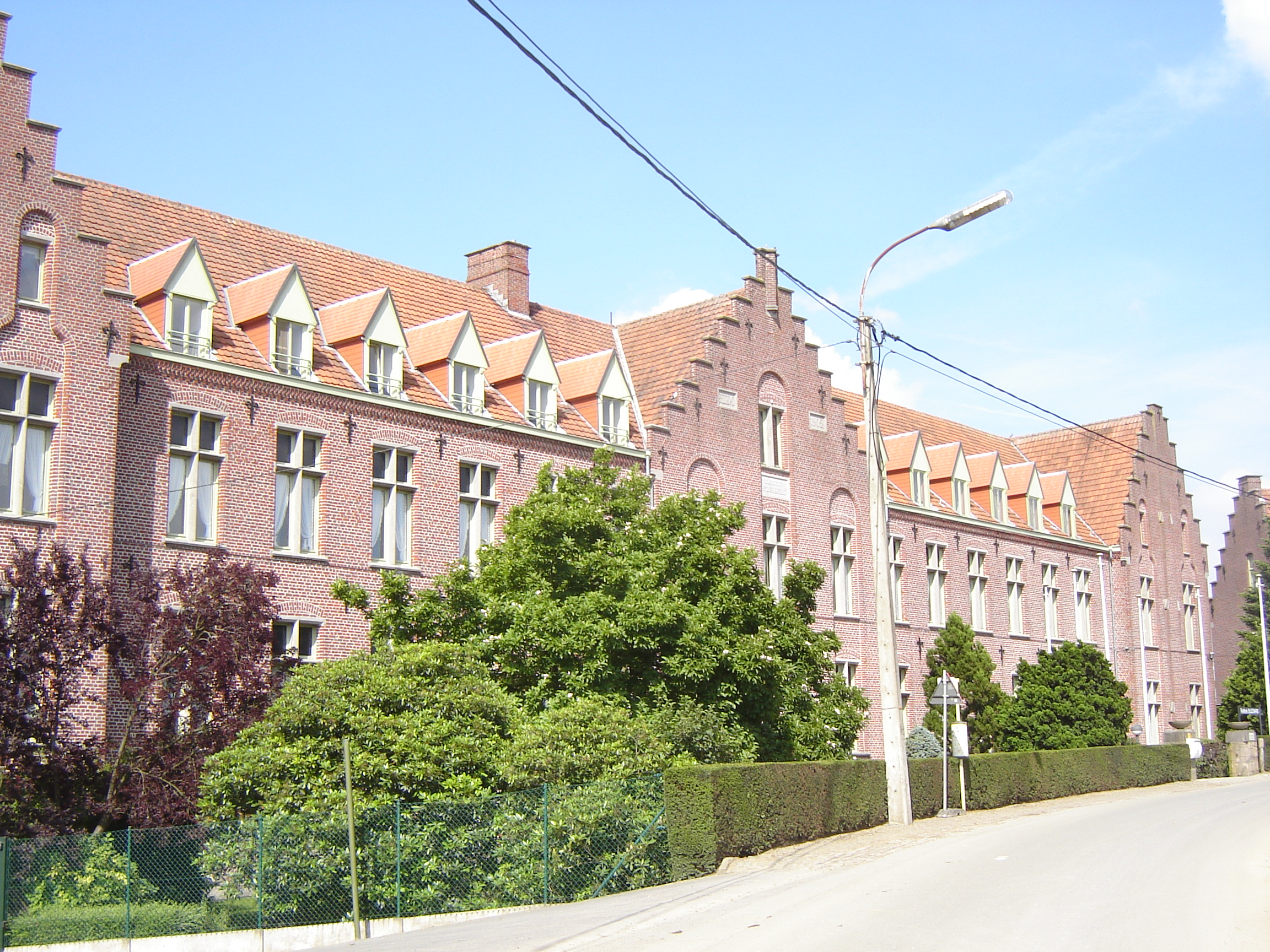
Institut de Saint Léonard